# Еміл Каміларов
Еміл Каміларов (болг. Емил Камиларов; 1928 — 4 жовтня 2007) — болгарський скрипаль.
Навчався в Софійській консерваторії у Володимира Аврамова, потім в Ленінградській консерваторії. У Ленінграді познайомився з радянською скрипалькою Діною Шнайдерман, яка стала його дружиною і переїхала з ним у Болгарію. З 1950 р. Каміларов і Шнайдерман грають разом; у 1958 р. їх дует отримав назву «Дешка».
Почесний громадянин Софії (1999).